# Plaça del Dipòsit
La plaça del Dipòsit és una plaça del centre històric de Lleida que data de l'any 1792, situada entre el carrer Múrcia i el carrer sant Carles, ben a prop del Mercat del Pla. El dipòsit subterrani que dona nom a la plaça està protegit com a bé cultural d'interès local.

## Dipòsit del Pla de l'Aigua
La plaça disposa d'un dipòsit subterrani de planta quadrada format per 25 pilars que sostenen la volta de 5 naus amb 35 arcs. El dipòsit es tradueix a l'exterior mitjançant la Font del Pla o del Dipòsit, un respirador que és també una font pública.
Els serveis de clavegueres i les fonts d'aigua potable ja estaven planificats i iniciats a l'arribar el mariscal Lluís de Blondel a Lleida. El 1785, havien començat les obres d'excavació per a la construcció d'aquest dipòsit al Pla dels Gramàtics, a l'indret de l'antic Estudi General, que per aquesta raó es denomina d'ara endavant el Pla de l'Aigua, el qual per primera vegada va assortir totes les fonts de la ciutat.